# 中道等
中道 等（なかみち ひとし、1892年（明治25年） - 1968年（昭和43年）8月22日）は、大正時代から昭和時代にかけて活動した郷土史家、民俗学者である。

## 人物
宮城県登米郡登米町に生まれる。旧姓は砂金（いさご）。後に青森県八戸市に移り青森県立八戸中学校に進学するも1年で中退する。二松學舍を経て、1918年（大正7年）に京都帝国大学教授の内藤湖南のもとで、東洋文献の考証学を学ぶ。同年に八戸の中道トシの養子となり姓を改める。その後、八戸に戻り『実業時論』という雑誌を手がける。推薦を受け、青森県史編纂委員や青森県史跡名勝天然記念物調査委員を務める。また、南部叢書の編纂にも従事した。1928年、小井川潤次郎が中心となって組織した八戸郷土研究会の顧問となる。
1926年（大正15年 / 昭和元年）に東京に出て出版業を営むが、後に他人に会社を譲渡する。他方、鳥居龍蔵に師事して人類学や考古学を学び、1941年（昭和16年）には横浜市市民博物館館長を務め、神奈川県内で市史編纂に携わる。
終戦後は青森県に戻り、『甲地村誌』や『十和田村史』の編纂に取り組む傍ら、県の文化財専門委員として文化財行政に取り組む。晩年は三沢市に移り、古牧温泉渋沢公園内にある小川原湖民俗博物館長として南部地方の民俗風習、民具の収集と研究に情熱を傾けた。
中道は一貫して地域史や民俗に関わる仕事をしており、柳田国男や渋沢敬三の知遇を得て、『郷土研究』誌や『旅と伝説』誌などでも執筆している。
1968年、東京作家クラブから第6回文化人間賞を贈られ、授賞式の前に東京民芸協会一行へ「切田神楽」について講演した後に急逝した。

## 著書
- 『川崎市史』 - 『川崎市史. 第1』、『川崎市史. 第3』
- 『三沢市史』 - 『三沢市史. 上巻』、『三沢市史. 中巻』、『三沢市史. 下巻』
- 『甲地村史』 - 『甲地村史 : 講和記念』
- 『十和田村史』 - 『十和田村史. 上巻』、『十和田村史. 下巻』
- 『奥隅奇譚（おうぐうきたん）』 - 『奥隅奇譚 : 附・原始謾筆風土年表抄』